# Maury Laws
Pour les articles homonymes, voir Laws.
Maurice Laws, né le 6 décembre 1923 à Hurdle Mills en Caroline du Nord et mort le 28 mars 2019 à Appleton dans le Wisconsin, est un compositeur américain de musiques de films et de télévision.

## Biographie
Dans son adolescence, Maury Laws a joué dans des groupes de jazz et de danse locaux en tant que chanteur et guitariste dans son État d'origine, la Caroline du Nord. Sa carrière a été interrompue pendant la Seconde Guerre mondiale, au cours de laquelle il a servi dans l'armée.
En 1964, il est engagé comme directeur musical de la société de production télévisuelle Videocraft International (maintenant connue sous le nom de Rankin / Bass), poste qu'il occupe pendant environ 20 ans. À ce titre, il a dirigé et composé des musiques pour plusieurs films animés, notamment The Hobbit, Jack Frost, The Flight of Dragons, The Daydreamer, Wacky World of Mother Goose, Santa Claus Comin 'To Town et Frosty the Snowman. Son œuvre la plus connue est peut-être une adaptation de la partition de Johnny Marks pour le célèbre numéro de Noël Rudolph the Red-Nosed Reindeer, diffusée pour la première fois en 1964. Laws a également composé le travail d'un film de 1967 fete sur le monstre fou.
Maury Laws est décédé à Appleton, Wisconsin le 28 mars 2019.
 

## Filmographie
- Marco (1973)
- Le Dernier Dinosaure (1977)
- The Hobbit (1977)
- The Return of the King (1980)
- The Bushido Blade (1981)
- Le Vol du dragon (téléfilm) (1982)
- The Wind in the Willows (1987)
- Rogue One: A Star Wars Story (2016) (un film adapté de Michael Giacchino)